# Рошкани (Сучава)
Рошкани (рум. Roșcani) насеље је у Румунији у округу Сучава у општини Литени. Oпштина се налази на надморској висини од 232 m.

## Становништво
Према подацима из 2002. године у насељу је живело 1184 становника, од којих су сви румунске националности.